# Coucou à moustaches
Hierococcyx vagans
Espèce
Synonymes
- Cuculus vagans

Statut de conservation UICN

 NT  : Quasi menacé
Le Coucou à moustaches (Hierococcyx vagans) est une espèce de coucous, oiseaux de la famille des Cuculidae. C'est une espèce monotypique (non subdivisée en sous-espèces).

## Répartition
Son aire de répartition s'étend sur la Birmanie, le Laos, la Thaïlande, la Malaisie, Brunei et l'Indonésie.